# Hygrotus infuscatus
Hygrotus infuscatus är en skalbaggsart som först beskrevs av Sharp 1882.  Hygrotus infuscatus ingår i släktet Hygrotus och familjen dykare. Inga underarter finns listade i Catalogue of Life.